# Karen Silver
 (juin 2023).
Si vous disposez d'ouvrages ou d'articles de référence ou si vous connaissez des sites web de qualité traitant du thème abordé ici, merci de compléter l'article en donnant les références utiles à sa vérifiabilité et en les liant à la section « Notes et références ».
Pour les articles homonymes, voir Silver.
Karen Silver est une ancienne chanteuse canadienne qui est maintenant propriétaire d'une entreprise de maquillage spécialisée dans les mariages.

## Biographie
La Canadienne, Karen Silver commence comme choriste du groupe disco Star City Band sur l'album I'm A Man en 1978 sur le label Marlin qui dépendait de T.K. Record. Il subit la concurrence de l'album Macho. Jim Rigon était aux claviers, Valentino Mancuso à la guitare, Gilles Maheu à la basse et les frères Joe Rigon aux percussions. L'album était produit par John Driscoll.
La même année John Driscoll et son ami canadien Gino Soccio commencèrent un projet d'album solo avec Karen Silver. D'abord sur le label Quality Records, il fut distribué aux États-Unis par Arista. Le titre Hold On I'm Coming permit à Karen Silver de se faire un nom dans les clubs Disco grâce à un single de promotion mais les ventes trainaient.
En 1980 Gino Soccio, malgré la promotion de son album solo S-Beat et l'enregistrement de Closer, travailla en studio sur des musiques pour Karen Silver avec qui il deviendra ami en travaillant sur les arrangements. L'année suivante, le premier single de ces sessions est pressé, Set Me Free, avec un tempo lent, est typiquement un morceau club de cette période. Après deux ans loin des charts américains avec ce titre elle revient dans les meilleurs classements.
Ce single sorti sur Quality Records et le suivant Nobody Else ont définitivement implanté le style que Gino Soccio avait avec son titre Try It Out. Fin 1981, le label Quality Records produit d'autres titres pour le second album solo de Karen Silver. Un troisième et dernier maxi est réalisé début 1982. Clean Up Woman est utilisé pour la promotion de son album, mais le public américain ne l'achète pas, il était difficile de battre Betty Wright.
Les vingt années suivant Karen Silver a probablement continué des sessions studio et commença à travailler comme maquilleuse. D'après ses propres mots de 2004, elle a arrêté le chant en 2002 et a ouvert une entreprise de maquillage spécialisée dans les mariages.

## Albums
Ses deux albums sont :
- Hold On I'm Comin'
- Set Me Free